# Major League Baseball (jeu vidéo, 1988)
Major League Baseball est un jeu vidéo de sport (baseball) développé par LJN et édité par Atlus, sorti en 1988 sur NES.

## Accueil
- AllGame : 3/5[1]